# Scandalo Petraeus

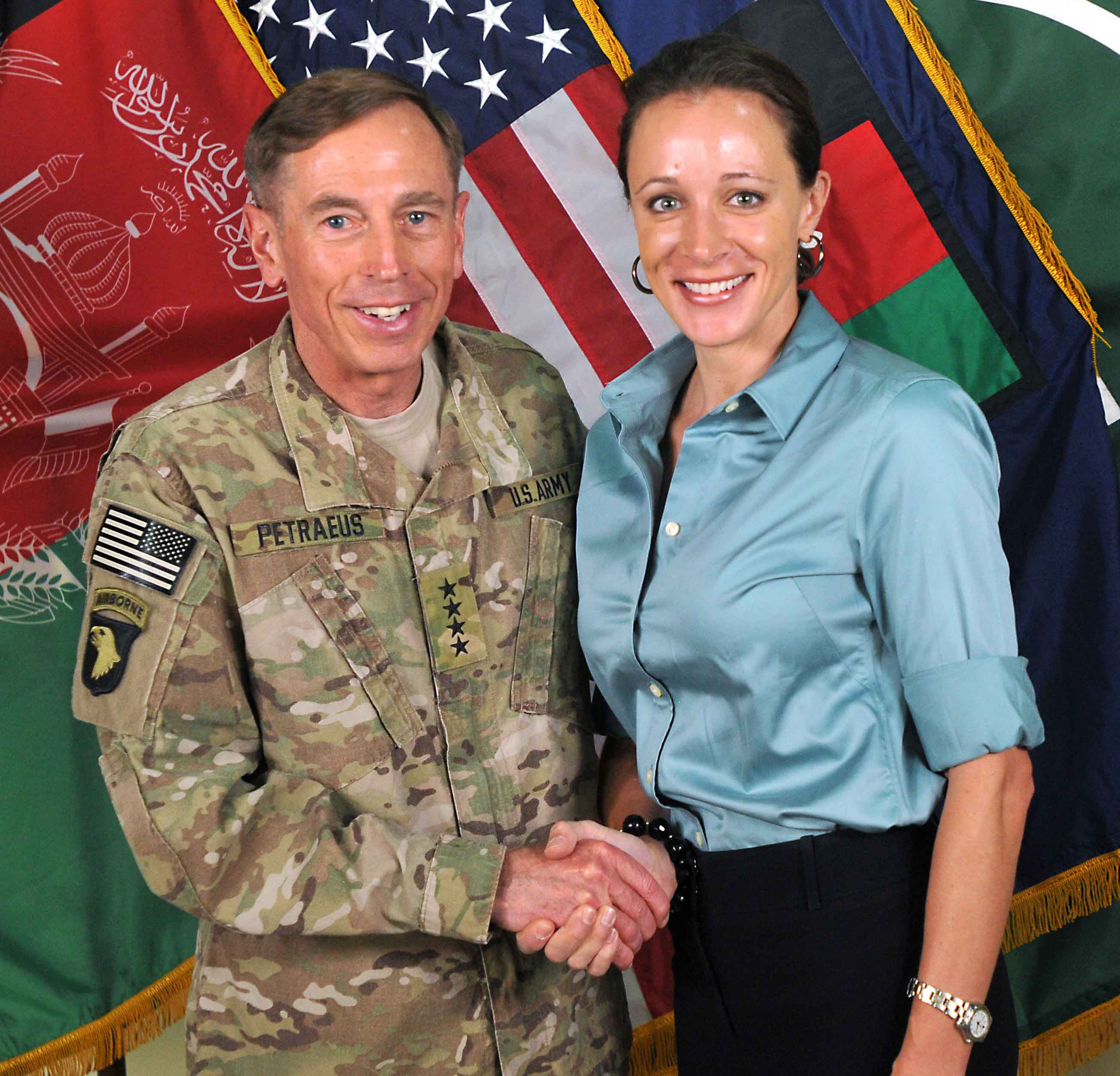
David Petraeus e Paula Broadwell in luglio 2011

Lo scandalo Petraeus è una serie di eventi che fecero grande scalpore nei mezzi di comunicazione di massa quando divenne di pubblico dominio la relazione extraconiugale tra David Petraeus (direttore della CIA e generale a quattro stelle in congedo) e Paula Broadwell, che lo stesso Petraeus aveva scelto come sua biografa ufficiale. Ella era stata coautrice di All In: The Education of General David Petraeus, biografia di lui, al tempo in cui Petraeus era comandante ISAF. Il 9 novembre 2012 fu reso noto che era stata implicata nella relazione extraconiugale con Petraeus che indusse quest'ultimo a dimettersi da Director of the Central Intelligence Agency quando la relazione fu scoperta dall'FBI.

## Sommario e cronologia
Secondo tutti i resoconti giornalistici, il caso fu ufficialmente iniziato dall'agente FBI Frederick W. Humphries II dopo aver ricevuto una denuncia per cyberstalking presentata da Jill Kelley. Humphries riferì ai suoi superiori e poi ai capi repubblicani del Congresso Dave Reichert e Eric Cantor che poi riferirono al direttore dell'FBI Robert Mueller dopo che Humphries ricevette rimostranze di Kelley per essere stata vittima di stalking (si scoprirà più tardi che la colpevole era Paula Broadwell) in considerazione che: "Sembravano conoscere gli affari di un paio di generali." La successiva indagine per cyberstalking svolta dall'FBI rivelò una relazione extraconiugale tra il generale Petraeus e Paula Broadwell. Gli agenti FBI scoprirono anche che il generale John R. Allen scambiava e-mail di contenuto erotico con Jill Kelley.

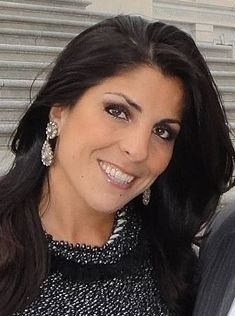
Jill Kelley (nata Khawam)

Un approfondito rapporto della rivista Time traccia una cronologia di alcuni dei principali fatti e personalità nel loro effettivo svolgimento:
- Paula Broadwell, oggi tenente colonnello dell'United States Army Reserve, incontrò per la prima volta David Petraeus all'Università di Harvard nel 2006. Petraeus raggiunse il grado di generale a quattro stelle.
- Petraeus e Broadwell iniziarono una relazione extraconiugale — non si sa esattamente quando — dopo anni di stretti contatti conseguenti al ruolo di biografa che la donna aveva assunto nei confronti di Petraeus.
- Al tempo in cui Petraeus divenne direttore della CIA (2011), Broadwell lavorava in stretto contatto con lui da anni. Lei lo chiamava con nomignoli come "Pericoloso Dave" e "Bellezza".
- Nel maggio 2012 Jill Kelley presentò denuncia al FBI per aver ricevuto email moleste da un utente che si qualificava come "kelleypatrol." Si dava il caso che Kelley e suo marito Scott, e anche la sorella di lei Natalie Khawam, fossero amici di Petraeus e di sua moglie Holly dai tempi in cui erano alloggiati presso il CENTCOM di Tampa (Florida).
- Petraeus e Broadwell usavano nomi falsi per creare account di servizi webmail gratuiti da cui scambiavano messaggi senza usare strumenti di cifratura. Avrebbero condiviso un account di posta elettronica in modo che uno/a di loro salvava un messaggio nella cartella delle bozze e l'altro/a lo eliminava dopo averlo letto.
- L'FBI, usando metadati elettronici che definivano tempi, luoghi e indirizzi IP, identificò Paula Broadwell come origine di "kelleypatrol".
- FBI e agenzie di intelligence registrarono informazioni su personale militare USA di grado elevato e Petraeus, rilevando che alcuni degli scambi erano "di intenso contenuto erotico".
- Dall'estate del 2012 il direttore dell'FBI Robert Mueller e il procuratore generale degli Stati Uniti d'America Eric Holder decisero di non divulgare alcuna notizia fino al successivo 6 novembre, giorno delle elezioni presidenziali. Solo due mesi più tardi Mueller e Holder inviarono il vicedirettore del Federal Bureau of Investigation Sean M. Joyce a informare il direttore dell'Intelligence Nazionale James R. Clapper, a tarda ora del 6 novembre 2012 (ad urne chiuse), della relazione che era stata scoperta.
- Gli agenti avevano affrontato Broadwell il 2 novembre 2012. Il rapporto non aveva raggiunto la direzione fino al successivo 5 novembre. Mueller e Holder lo revisionarono il giorno dopo (Election Day) e decisero che era tempo di avvisare Clapper.
- Le tecniche forensi che avevano svelato l'identità di Broadwell e la sua "storia" con Petraeus contemporaneamente svelarono quasi 30 000 pagine di messaggi tra Kelley e il generale John R. Allen, comandante americano in Afghanistan. Allen negò la relazione, ma i vertici suggerirono che le email sollevavano "questioni di sconvenienza". La nomina di Allen quale comandante NATO in Europa fu congelata.
- Furono posti dei dubbi sul fatto che la "Doctor Kelley Cancer Foundation" di Kelley e suo marito Scott spendesse il denaro per fini istituzionali. L'accesso di Kelley alle basi militari in qualità di social liaison[6] fu revocato.
- I media concentrarono l'attenzione sulle famiglie Kelley-Khawam (quest'ultimo è il cognome di Jill Kelley da nubile) e scoprirono che i generali Petraeus e Allen erano intervenuti per conto di Natalie Khawam (coniugata Wolfe), sorella gemella di Jill (Khawam) Kelley, in una causa civile per affidamento dei figli, scrivendo al giudice della Corte suprema del District of Columbia Neal Kravitz, il quale reputò che Khawam avesse "travisato virtualmente ogni cosa" benché Petraeus e Allen dicessero che lei era una "madre onesta, affettuosa e affidabile"; considerazioni che il giudice Kravitz disattese, concedendo l'affidamento all'ex marito di Khawam, Grayson Wolfe.
- L'agente FBI Frederick Humphries II, che asseritamente aveva per primo portato il caso all'ufficio locale FBI di Tampa (Florida), aveva a sua volta una relazione di amicizia con Kelley per cui a volte le inviava foto di sé stesso a torso nudo. Humphries intervenne più volte per sollecitare l'avanzamento del caso, che non gli era stato assegnato. A fine ottobre 2012 parlando al telefono con i due rappresentanti parlamentari Dave Reichert e Eric Cantor affermò che a suo avviso il dipartimento della Giustizia stava insabbiando il caso. Humphries fu sottoposto a indagine deontologica da parte dell'Office of Professional Responsibility.
- Il 7 novembre 2012 James R. Clapper, direttore della National Intelligence Agency, informò Thomas E. Donilon, Consigliere per la sicurezza nazionale, riguardo all'affare Petraeus. Il dipartimento della Giustizia informò anche il White House Counsel circa la corrispondenza del generale Allen con Jill Kelley.
- Il 7 novembre 2012 Petraeus presentò le dimissioni da capo della CIA al presidente Obama, secondo le istruzioni di James Clapper (fonte: CBS News, 11 novembre 2012).
- Il 9 novembre 2012 David Petraeus si dimise da direttore CIA dopo aver ammesso la relazione sessuale con la propria biografa.

## Persone legate allo scandalo

### Protagonisti

#### David Petraeus
David Petraeus (nato il 7 novembre 1952), è un ufficiale in congedo e un dirigente pubblico. È stato direttore della CIA dal 6 settembre 2011, fino alle dimissioni rassegnate il 9 novembre 2012. Il vicedirettore della CIA Michael Morell sostituì il direttore Petraeus nei suoi compiti, nella veste di Acting Director ("direttore facente funzioni"). Petraeus, prima di assumere la direzione della CIA, era un generale a quattro stelle con 37 anni di servizio nell'United States Army.
Secondo il collaboratore di Petraeus Steven A. Boylan, Petraeus iniziò la relazione con Paula Broadwell, principale autrice della sua biografia, All In: The Education of General David Petraeus, a fine 2011 quando non era più un ufficiale in servizio attivo. Si dice che Petraeus avrebbe concluso la relazione nell'estate 2012, più o meno quando seppe che Broadwell aveva ripetutamente spedito fastidiose email a un'amica di lunga data dei coniugi Petraeus, Jill Kelley.
Kelley, di origini libanesi, socialite e social liaison volontaria presso la MacDill Air Force Base di Tampa Bay (Florida), a fine estate aveva intrattenuto un collega che lavorava all'FBI Tampa Field Office in merito a certe email anonime che riteneva minacciose. L'FBI ricostruì il percorso informatico delle email, risalendo a Broadwell e notò che quest'ultima sembrava scambiare messaggi molto personali con un indirizzo di posta elettronica appartenente a Petraeus, il che provocò indagini volte ad accertare se l'account fosse oggetto di hacking o ancora se ci fosse qualcuno che si spacciava per Petraeus.
Poco prima di dimettersi, Petraeus aveva incaricato di rappresentarlo l'influente avvocato Robert Barnett. Barnett ha curato gli interessi di molte persone importanti, come il presidente Barack Obama ed è stato l'"avversario da esercitazione" per i dibattiti di molti candidati a presidente o vicepresidente del Partito Democratico.

#### Paula Broadwell
Paula Broadwell (nata Paula Kranz, il 9 novembre 1972) è un'addetta all'intelligence dello US Army, una scrittrice statunitense, docente universitaria ed esperta di antiterrorismo. Assieme a Vernon Loeb ha prodotto uno dei bestseller riconosciuti dal New York Times, All In: The Education of General David Petraeus, biografia dell'allora comandante International Security Assistance Force David Petraeus. Il 9 novembre 2012 risultò implicata nella relazione extraconiugale con Petraeus che lo fece dimettere da direttore della CIA non appena fu scoperta dall'FBI.
Intorno a maggio 2012 Jill Kelley, social liaison della MacDill Air Force Base a Tampa (Florida), cominciò a ricevere email anonime che lei considerava minacciose e moleste. Contattò l'FBI, che fece risalire le email a Broadwell. Asseritamente le email indicavano che Broadwell sospettasse che Kelley stesse iniziando una relazione con il generale David Petraeus, che era amico dei coniugi Kelley. Sebbene la spedizione delle email fosse ritenuta poca cosa per avviare un procedimento penale, l'FBI convocò Broadwell per interrogarla, e nell'occasione ammise la "storia" con Petraeus. Quando Broadwell consegnò il proprio computer, furono trovati documenti classificati, il che indusse l'FBI a investigare ulteriormente la sua relazione con Petraeus. Benché il fornitore dei documenti non sia stato identificato in Petraeus, la relazione fu rivelata i primi giorni di novembre del 2012 e lo stesso Petraeus la indicò come il motivo per le dimissioni rassegnate il 9 novembre. Il 4 novembre 2012 Broadwell fu privata delle autorizzazioni per accedere a informazioni classificate.
Come ufficiale dell'US Army Reserve Broadwell viene sospesa in attesa del risultato dell'inchiesta FBI. Ha collaborato con gli investigatori impegnati a rimuovere il materiale classificato in suo possesso. Quando lo scandalo divenne di pubblico dominio, Paula Broadwell si allontanò per un certo tempo da marito e famiglia, che cercarono di isolarsi in Washington D.C. La sua casa di Charlotte (Carolina del Nord) fu perquisita dall'FBI, tutti i computer furono asportati e vennero ancora reperiti documenti classificati. Tornò a casa per stare con il marito e i figli. I media hanno testimoniato che Scott e Paula Brodwell hanno provato a ritornare a una vita normale.
Dopo la rivelazione della sua relazione con Petraeus, Broadwell ha mantenuto la collaborazione con Dee Dee Myers, già Portavoce della Casa Bianca nell'amministrazione Clinton, nella società di pubbliche relazioni The Glover Park Group. I fondatori di The Glover Park Group erano stati in precedenza funzionari della Presidenza Clinton e avevano lavorato alla campagna dell'ex vice presidente Al Gore. I servizi della società comprendono relazioni pubbliche, pubblicità, marketing, relazioni di governo e consulenza di indirizzo politico, gestione delle crisi e sondaggi di opinione.
Il 18 dicembre 2012 il dipartimento della Giustizia ha dichiarato che non procederà contro Broadwell per cyberstalking.

#### Jill Kelley
Jill Kelley (nata Gilberte Khawam, 3 giugno 1975) è una socialite della Florida che riceveva spesso alti ufficiali della vicina MacDill Air Force Base nella sua casa di Tampa. La famiglia di Kelley è libanese-americana cristiano maronita. La sua amicizia con i generali a quattro stelle David Petraeus e John R. Allen la portò a essere una figura chiave nelle indagini governative sulle comunicazioni dei due uomini.
Nel maggio 2012 Kelley contattò un locale investigatore dell'FBI di sua conoscenza, Frederick W. Humphries II, per denunciare di essere vittima di cyberstalking. Questo innescò una catena di eventi culminante con le dimissioni di Petraeus il 9 novembre 2012. L'anonimo mittente di posta elettronica fu identificato con Paula Broadwell, da successive indagini risultata amante di Petraeus.
Il 12 novembre 2012, il segretario alla Difesa Leon Panetta disse che la nomina del generale Allen quale Comandante supremo alleato in Europa sarebbe stata sospesa finché durava l'indagine sulle copiose comunicazioni di Allen con Kelley, sebbene tanto il segretario Panetta quanto il presidente Obama esprimessero la loro fiducia nell'abilità del generale Allen nel suo incarico dell'epoca e osservassero come egli non fosse stato formalmente censurato. A Kelley non fu più permesso di accedere alla base aerea di MacDill in Tampa.
All'esordio dello scandalo, Kelley fu rappresentata dall'avvocato difensore Abbe D. Lowell e dall'esperta di gestione delle crisi Judy Smith. Lowell fu Chief Minority Counsel per i Democratici alla Camera dei rappresentanti durante la non riuscita opposizione all'impeachment di Bill Clinton per lo scandalo Lewinsky. Smith è fondatrice, presidente e amministratrice delegata di Smith and Company. Smith e la sua ditta furono consulenti di Monica Lewinsky.

#### Natalie Khawam
Natalie Khawam Wolfe (nata il 3 giugno 1975) è la gemella identica di Jill Kelley e asseritamente era amica del generale David Petraeus e del generale John R. Allen. È nata a Beirut, Libano. È un avvocato ed era sposata con Grayson Wolfe, già esponente dell'amministrazione Bush preposto alle iniziative in Medio Oriente e ai progetti di ricostruzione in Iraq presso la Export-Import Bank.
Secondo fonti della Casa Bianca, sia Kelley sia Khawam visitarono la Casa Bianca tre volte da settembre a novembre 2012. Le visite avvennero dopo che l'FBI aveva iniziato a indagare sulle riferite email minacciose e gelose che Kelley disse di ricevere riguardo alla sua amicizia con l'allora direttore della CIA David Petraeus. Khawam aveva una relazione con Gerald Harrington, vice-responsabile finanziario della campagna presidenziale del 2004 di John Kerry. Lobbista del Rhode Island e collettore di fondi per i Democratici, Jerry (Gerald) Harrington diede a Khawam un prestito per 300 000 dollari, per il quale lei risultò insolvente. Harrington aveva una relazione "tira e molla" con Khawam e le aveva esteso un grande prestito personale del valore di 300 000 dollari, stando alla contabilità della sua insolvenza. Harrington raccoglie fondi per il Democratic Senatorial Campaign Committee (DSCC), il Democratic Congressional Campaign Committee (DCCC) e il Democratic National Committee (DNC); fu grazie a Harrington che Khawam ebbe accesso agli eventi promossi dal senatore John Kerry, dal senatore Sheldon Whitehouse e dal rappresentante (parlamentare) Patrick J. Kennedy. Kelley e Khawam avevano partecipato anche a vari eventi di raccolta fondi come quelli del senatore Marco Rubio.
Khawam fece istanza di fallimento in aprile 2012 ed espose 3,6 milioni di dollari di debito personale. I verbali del tribunale hanno rivelato che Elizabeth Krowne, figlia del dottor Clifford Krowne prestò a Khawam 250 000 dollari. Clifford Krowne è un fisico dell'U.S. Naval Research Laboratory. Pochi mesi dopo che sua sorella Jill Kelley aveva depositato all'FBI la sua denuncia, Khawam fondò una società in Florida chiamata Fullproof LLC assieme a tre soci di affari e il dottor Clifford Krowne vi figura come membro con poteri di gestione. Krowne è un esperto di tecnologia militare elettromagnetica, uno dei programmi più segreti delle forze armate statunitensi.

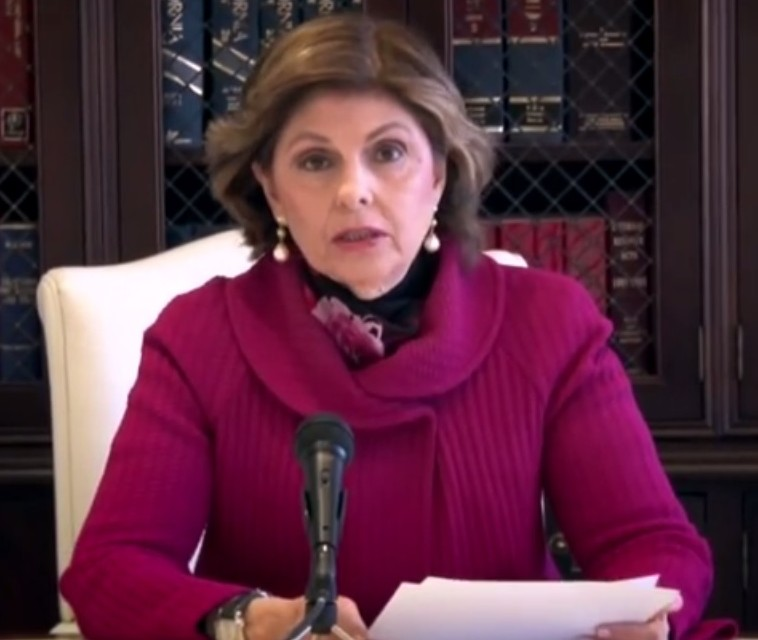
L'avvocato Gloria Allred nel 2012

Stando a notizie giornalistiche, Natalie vive con la gemella Jill. Entrambe sono amiche dei generali Petraeus e Allen.
Quei due generali scrissero lettere a favore di Khawam nella causa per affidamento di minori che riguardava suo figlio. Il giudice investito della lite respinse le asserzioni di violenza domestica formulate da Khawam, dichiarandole "patentemente incredibili" e "ovviamente fabbricate". Inoltre, le carte processuali rivelano che Khawam aveva intessuto relazioni con l'élite di Washington, compreso il senatore USA John Kerry del Massachusetts. Secondo la polizia di Tampa, ambedue le sorelle chiamarono la polizia locale sovente tra il 2009 e il 2012 per denunciare fatti vari.
Da quando è noto che Natalie Khawam era collegata a sua sorella Jill Kelley e altri coinvolti nello scandalo, Khaawam si fa rappresentare dal celeberrimo avvocato Gloria Allred.

#### John R. Allen

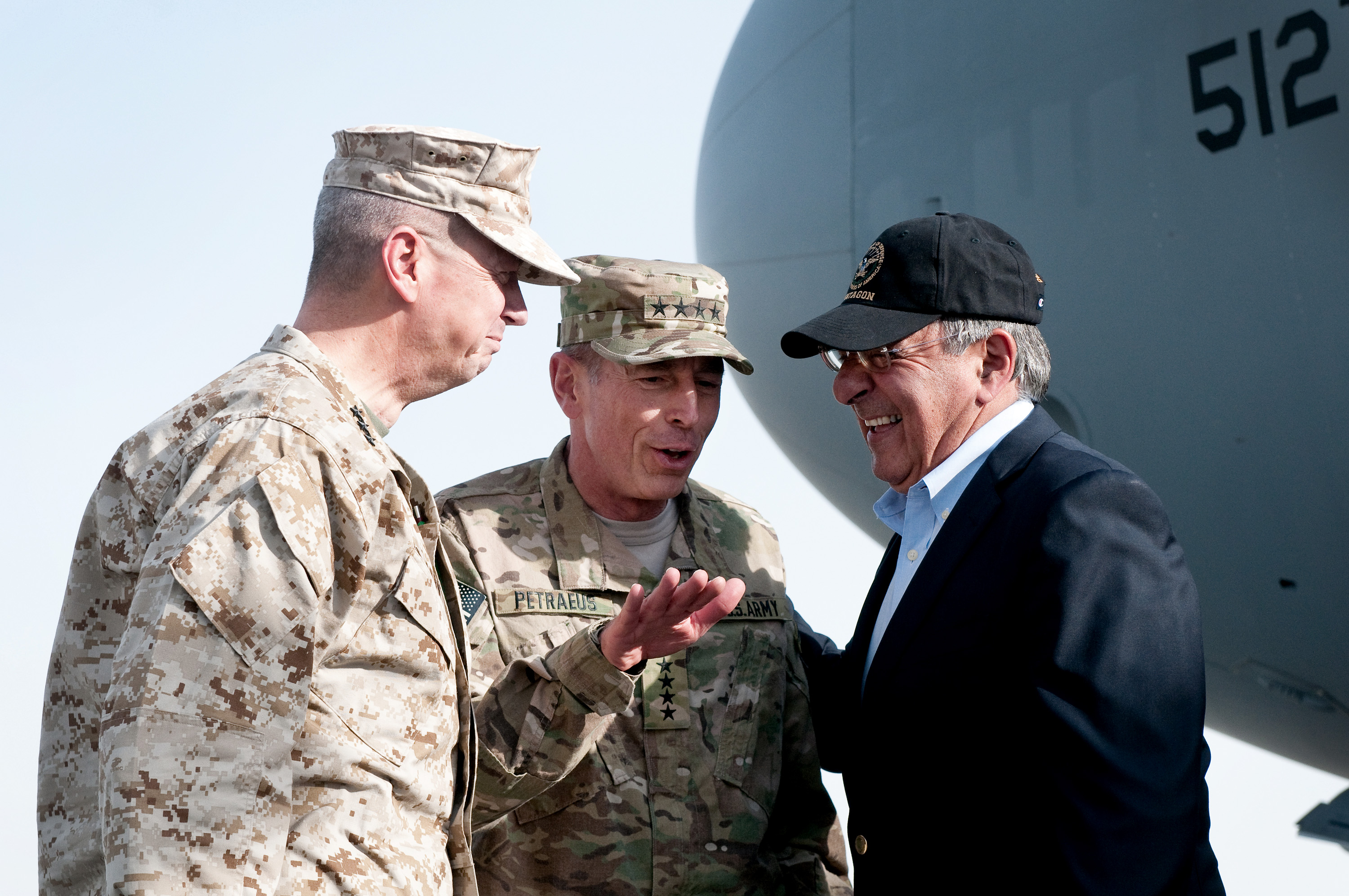
Allen (a sinistra) e Petraeus (al centro) salutano il segretario Panetta, luglio 2011

John R. Allen (nato il 15 dicembre 1953) è un generale a quattro stelle dei marines. Il 18 luglio 2011 Allen assunse il comando dell'International Security Assistance Force (ISAF) con la qualifica ufficiale di Commander, U.S. Forces Afghanistan (USFOR-A), succedendo al generale dell'esercito USA David Petraeus. È stato designato Comandante supremo alleato in Europa delle forze NATO, con assunzione effettiva dell'incarico prevista ai primi del 2013, ma sottoposta a conferma del Senato degli Stati Uniti d'America. Il 13 novembre 2012 il segretario Panetta dichiarò che la nomina in questione di Allen a SACEUR sarebbe stata "rinviata". Le agenzie di stampa riferirono che erano in corso indagini sulle comunicazioni di Allen con Jill Kelley, una donna di Tampa in amicizia con il predecessore di Allen quale comandante supremo in Afghanistan, David Petraeus. Quest'ultimo si era dimesso da direttore della CIA quattro giorni prima.
Nel novembre 2012 Allen fu implicato in un'indagine per comunicazioni sconvenienti concernente la sua corrispondenza con Jill Kelley. Secondo l'FBI, Allen aveva ricevuto email anonime, spedite da un sedicente "kelleypatrol" (poi risultata essere Paula Broadwell) che gli consigliava di stare alla larga da Jill Kelley. Allen girò i messaggi a Kelley ed entrambi espressero la preoccupazione che qualcuno li facesse oggetto di cyberstalking.
In conseguenza dell'indagine, il segretario Panetta intervenne per accelerare la nomina del generale Joseph Dunford al comando delle forze in Afghanistan.
Poiché il suo nome appariva implicato nello scandalo, si riferisce che Allen si faccia rappresentare da portavoce militari e avvocati difensori del consiglio difensivo del Marine Corps. La United States Marine Corps Judge Advocate Division è la branca legale dell'United States Marine Corps, ed è subordinata al Judge Advocate General of the Navy. Il capo della Divisione è lo Staff Judge Advocate (SJA) presso il comandante del Corpo dei Marines (CMC). Gli avvocati militari (o i magistrati militari) nel Corpo dei marine operano sotto la supervisione del SJA presso il CMC come consulenti dei comandanti dei marine su questioni legali. Il colonnello John G. Baker, consulente capo del Corpo dei marine è stato portavoce di Allen.
Il 22 gennaio 2013 il generale Allen è stato prosciolto nell'inchiesta per cattiva condotta.

#### Frederick W. Humphries II
Frederick Ward Humphries II (nato nel 1965), l'agente FBI che iniziò l'inchiesta, era un amico di Jill Kelley.
Humphries si era occupato della denuncia di Kelley per cyberstalking, sebbene il caso non gli fosse stato affidato. Era già stato ammonito dai superiori che pensavano si stesse ingerendo inopportunamente nell'investigazione, ma a fine ottobre 2012, temendo che il caso venisse insabbiato, egli avvicinò il rappresentante Dave Reichert, un repubblicano dello stato di Washington (in cui Humphries aveva abitato), per metterlo a conoscenza della faccenda. Reichert lo mise in contatto con il capogruppo di maggioranza di quella Camera, Eric Cantor, che a sua volta estese la segnalazione al direttore dell'FBI Robert Mueller.
Humphries fu poi diffidato dal partecipare all'indagine per timore che avesse fatto una "mania" di questo caso. I vertici scoprirono che una volta aveva mandato a Kelley a Kelley una foto in cui lui posava a torso nudo vicino alle sagome di un poligono di tiro, ma Humphries ribatté in seguito sul Seattle Times che dozzine di altri suoi amici e conoscenti avevano pur ricevuto la stessa foto allegata a un'email "burla" spedita nell'autunno 2010, poco dopo che Humphries era stato trasferito a Tampa da Guantánamo Bay.
Nel novembre 2012 Humphries fu sottoposto a inchiesta dall'Office of Professional Responsibility, l'ufficio disciplinare del dipartimento della Giustizia.
Humphries, laureato all'università di Tampa, aveva alle spalle una brillante carriera nell'FBI. Nel dicembre 1969, la sua conoscenza del francese gli permise di riconoscere l'accento algerino di Ahmed Ressam. Ressam pretendeva di essere franco-canadese, ma Humphries, che non gli credeva, lo fece arrestare. Ressam, nativo dell'Algeria, fu poi condannato per attentato alla sicurezza del Los Angeles International Airport. Il giudice del processo Ressam, John C. Coughenour, lodò l'operato e la dedizione di Humphries. Nel maggio 2010 Humphries uccise all'entrata principale della base aerea di MacDill un Army Ranger in congedo, dopo che questi aveva brandito un coltello e, secondo i racconti, messo in pericolo la vita degli addetti alla sicurezza della base, e quella di Humphries stesso. L'inchiesta successiva stabilì che si era trattato di uso legittimo delle armi.
Humphries si fa rappresentare da Lawrence Berger, consulente generale della Federal Law Enforcement Officers Association. Berger ha dichiarato che: "Humphries ricevette solo la notizia dalla signora Kelley e non ha mai avuto un ruolo nell'indagine… Humphries e sua moglie avevano avuto 'relazioni di cordialità sociale con la signora Kelley e suo marito prima del giorno in cui lei gli raccontò la questione.' 'Hanno sempre socializzato e avuto corrispondenza,'… Quella foto era stata spedita anni prima che la signora Kelley lo contattasse a questo proposito."

### Ruoli minori

#### Holly Petraeus
Holly Petraeus è la moglie di David Petraeus. È assistente direttrice degli affari dei membri di servizio presso il Consumer Financial Protection Bureau.

#### Scott Broadwell
Il dottor Scott Broadwell è il marito di Paula Broadwell. È radiologo a Charlotte (Carolina del Nord). Scott Broadwell e la futura moglie Paula Kranz si incontrarono nel 2000 quando entrambi erano capitani in servizio attivo nello U.S. Army. Lui era medico e comandante della clinica militare di Mannheim in Germania. Paula Kranz era nell'intelligence militare. Si sposarono nel castello di Heidelberg, con cerimonia celebrata dal tenente colonnello Ronald Leininger, cappellano militare dell'esercito di rito protestante.
Quando la notizia dello scandalo divenne pubblica, Paula Broadwell si allontanò per qualche tempo da suo marito e dalla famiglia che conducevano vita assai riservata a Washington D.C. La sua casa di Charlotte fu perquisita dall'FBI, tutti i computer furono asportati e vennero ancora reperiti documenti classificati. Tornò a casa per stare con il marito e i figli a Charlotte. I media hanno testimoniato che Scott e Paula Brodwell hanno provato a ritornare a una vita normale.

#### Scott Kelley
Il dottor Scott Kelley è il marito di Jill Kelley. È chirurgo oncologo a Tampa. Scott e Jill Kelley fecero amicizia con David e Holly Petraeus ospitando eventi sociali cui partecipavano i coniugi Petraeus.

#### Grayson P. Wolfe
Grayson Wolfe è l'ex-marito di Natalie Khawam. Wolfe è avvocato e partner di Akkadian Private Ventures. In precedenza era stato direttore di Broader Middle East Initiatives nell'ambito della ricostruzione dell'Iraq, e nel 2002 il presidente George W. Bush lo ha nominato assistente speciale della Export-Import Bank of the United States. Nel 2004 Wolfe lavorò come manager dell'ufficio sviluppo del settore privato della Coalition Provisional Authority a Baghdad incaricato di favorire iniziative che attraggano investimenti e finanziamenti a beneficio delle imprese irachene.

#### Kathy Allen
Kathy (Katherine Glickert) Allen (nata il 16 febbraio 1954) è la moglie del generale John R. Allen. Hanno due figlie adulte, la cantante Bobbie Allen e Betty Allen Wightman. Alcune fonti ipotizzano un'amicizia tra Kathy Allen e Jill Kelley. In ogni caso, il britannico Daily Mail riferì che Kathy Allen era scontenta della stretta amicizia tra suo marito e Jill Kelley e si ne lamentò con la moglie dell'addetto al civil liaison del comando centrale di Tampa, preoccupandosi delle email che suo marito stava ricevendo dalla signora Kelley. Le autorità che stavano analizzando i collegamenti tra il generale Allen e Jill Kelley sostennero che ci fossero tra 20 000 e 30 000 pagine esaminate dagli investigatori e che il relativo contenuto arrivasse al "sesso telefonico".

## Reazioni allo scandalo

### La Casa Bianca e Barack Obama
Dopo essere stato ragguagliato l'8 novembre, il presidente Obama convocò Petraeus alla Casa Bianca, dove Petraeus propose le proprie dimissioni. Dopo essersi riservato di decidere, Obama scelse di non sospendere Petraeus ma ne accettò le dimissioni il 9 novembre. Petraeus citò la relazione annunciando quello stesso giorno che si sarebbe dimesso da direttore della CIA.
Nei giorni seguenti alla sua rielezione nel novembre 2012, Obama dovette affrontare le ramificazioni dello scandalo Petraeus. I media riferirono che vi erano capi del Congresso furiosi che reclamavano risposte sull'affare Petraeus e "perché avessero ricevuto zero preavvisi sulla movimentata vita sentimentale del capo delle spie." Un articolo di TIME prese in esame "Lo scandalo Petraeus: perché Obama fu tenuto all'oscuro?"

### La CIA e la comunità dell'intelligence
Sebbene l'Attorney general USA Eric Holder avesse saputo ben presto che l'FBI aveva scoperto un caso, si dovette attendere il 6 novembre 2012 perché ne avesse notizia il superiore nominale di Petraeus, il Direttore dell'intelligence nazionale James R. Clapper. Clapper chiamò Petraeus sollecitandolo a dimettersi. Clapper avvisò la Casa Bianca il giorno successivo, 7 novembre.

### L'FBI e le autorità di polizia
I vertici sostengono che l'FBI conoscesse il caso Petraeus dall'estate 2012. Stando a una nota dell'Associated Press, più che spedirsi vicendevolmente email alle rispettive cartelle "posta in arrivo" — il che avrebbe lasciato una traccia plateale —, i messaggi venivano depositati in una cartella "bozze" e poi letti dall'altra persona che si collegava al servizio di posta usando le medesime credenziali.

### Coinvolgimento del Congresso
Sebbene l'agente FBI in confidenza con Kelley, Fred Humphries, non fosse incaricato del caso né incluso nella squadra informatica, si disse che l'agente avesse sviluppato una fissazione per questa indagine. Dopo che i superiori gli avevano ordinato di stare alla larga del caso, Humphries si sarebbe asseritamente convinto che l'inchiesta era stata insabbiata per un interesse politico a proteggere il presidente USA Barack Obama. L'agente allora avvicinò il parlamentare repubblicano Dave Reichert, riuscendo a trasmettere l'informazione al capogruppo di maggioranza Eric Cantor. L'ufficio di quest'ultimo sollevò la questione con il direttore dell'FBI Robert Mueller il 31 ottobre.
Quando la relazione Petraeus-Broadwell fu nota a tutti, diversi membri del Congresso dichiararono che a loro avviso sarebbe stato opportuno che li avessero informati prima circa l'indagine FBI.

### Ambienti militari USA
Il 13 novembre risultò che Kelley aveva un legame con il generale John R. Allen, successore di Petraeus al comando supremo in Afghanistan. Il segretario alla Difesa Panetta, predecessore di Petraeus alla guida della CIA, disse che la nomina di Allen quale Comandante supremo alleato in Europa sarebbe stata "rinviata". Le agenzie di stampa riferirono che le comunicazioni di Allen con Kelley erano sotto inchiesta.

### Ex colleghi e conoscenti
James Marks, generale in congedo e analista militare della CNN pensa che lo scandalo sia soprattutto una tragedia per le parti interessate. Broadwell lavorava per Marks e quindi, a differenza di molti altri, Marks non fu sorpreso che Broadwell fosse riuscita a entrare nella cerchia ristretta di Petraeus. Petraeus aveva messo alla prova Broadwell sulla lunga distanza, l'esame aveva avuto esito positivo, e Petraeus alla fine aveva abbassato la guardia. Sotto il profilo della sicurezza, Marks non vedeva problemi significativi. Tra i motivi che avrebbero potuto indurre Petraeus ad accettare la relazione, Marks ritiene che l'uscita dal mondo militare possa aver avuto una qualche importanza.
Peter Mansoor, colonnello in pensione, vicecomandante e amico di Petraeus, in un'intervista ha esposto il suo modo di vedere e la reazione di Petraeus allo scandalo. Mansoor ricordò che quando incontrò Broadwell lo impressionò per fiducia in sé stessa, forma fisica e ambizione. Tuttavia, fu anche sorpreso che Petraeus permettesse a Broadwell di penetrare la sua cerchia ristretta malgrado le regole vigenti che escludono coinvolgimenti e profilazioni di personalità. Disse in seguito che Petraeus gli raccontò che "aveva combinato un bel casino". Mansoor ipotizza che Petraeus sarebbe potuto rimanere al suo posto nella CIA se lo scandalo non fosse emerso.
Jack Keane, un ex generale che sostenne Petraeus quando doveva diventare comandante delle forze alleate in Iraq, si disse dispiaciuto per la situazione. Gli pareva che i successi di Petraeus sarebbero stati dimenticati.

## Elenco di autorità USA connesse allo scandalo
- Agente FBI Frederick Humphries II.
- Direttore FBI] Robert Mueller.
- Attorney General Eric Holder.
- Vicedirettore FBI Sean M. Joyce.
- Direttore intelligence nazionale James R. Clapper.
- Rappresentante parlamentare Dave Reichert.
- Ex rappresentante parlamentare Eric Cantor.
- Consigliere per la sicurezza nazionale Thomas E. Donilon.
- Segretario alla Difesa Leon Panetta.
- Presidente USA Barack Obama.